# Полгар
Полгар (мађ. Polgár) град је у северној Мађарској. Полгар је град у оквиру жупаније Хајду-Бихар.
Град има 8.438 становника према подацима из 2001. године.

## Географија
Град Полгар се налази у северном делу Мађарске. Од престонице Будимпеште град је удаљен око 180 километара источно. Најближи већи град је Дебрецин, 60 километара северозападно од града.
Полгар се налази у северном делу Панонске низије, у равничарском подручју. Надморска висина места је око 90 m. Непосредно западно од града протиче река Тиса.